# Clifford Campbell

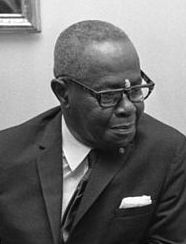
Clifford Clarence Campbell (1967)

Sir Clifford Clarence Campbell ON, GCMG, GCVO, (* 28. Juni 1892 in Petersfield, Westmoreland, Jamaika; † 28. September 1991) war zwischen dem 1. Dezember 1962 und dem 2. März 1973 Generalgouverneur von Jamaika.
Der Sohn von James Campbell und Blance Ruddock Campbell war Lehrer und Direktor in Westmoreland. Als Mitglied der Jamaica Labour Party wurde er schließlich Sprecher des Repräsentantenhauses und später auch Senatspräsident.
Campbell war der erste gebürtige Jamaikaner, der das Amt des Generalgouverneurs bekleidete. Er wurde unter anderem mit dem jamaikanischen Order of the Nation und dem britischen Order of Saint John ausgezeichnet.